# Liste der Baudenkmale in Herrenhausen-Stöcken
Die Liste der Baudenkmale in Herrenhausen-Stöcken enthält die Baudenkmale der hannoverschen Stadtteile Burg, Herrenhausen, Ledeburg, Leinhausen, Marienwerder, Nordhafen und Stöcken. Die Einträge in dieser Liste basieren überwiegend auf einer Liste des Amtes für Denkmalschutz aus dem Jahr 1985 und sind hinsichtlich ihrer Aktualität im Einzelfall zu überprüfen.

## Burg
| Lage                                            | Bezeichnung                              | Beschreibung | ID       | Bild |
| ----------------------------------------------- | ---------------------------------------- | --- | -------- | ---- |
| Burgweg 5 52° 24′ 4″ N, 9° 42′ 9″ O             | Paul-Dohrmann-Schule (Baudenkmal Gruppe) | Zwischen Burg und Hainholz auf großer Grünfläche gelegene Schulanlage, benannt nach dem hannoverschen Pädagogen und Schulbuchautor Paul Dohrmann (1900–1957), erbaut 1954–1957 nach Plänen des Architekten Otto Fiederling (1892–1972).                                                                                                   | 39046879 |      |
| Burgweg 5 52° 24′ 4″ N, 9° 42′ 12″ O            | Eingangstrakt                            | Eingangsbereich mit Hausmeisterwohnung. Angebauter überdachter Durchgang zu den Klassenräumen, erbaut 1954–1957. | 39047166 | BW   |
| Burgweg 5 52° 24′ 4″ N, 9° 42′ 9″ O             | Schulgebäude                             | Vierflügeliges Gebäude in dunklem Klinker unter Satteldach, große Fenster in langen Reihen, zum Innenhof große Gauben unter Pultdach, erbaut 1954–1957. | 30772601 | BW   |
| Burgweg 5 52° 24′ 6″ N, 9° 42′ 9″ O             | Turnhalle                                | Turnhalle mit Heizzentrale und Schornstein, erbaut 1954–1957. | 39047277 | BW   |
| Harzburger Platz 13 52° 24′ 14″ N, 9° 41′ 29″ O | Zachäuskirche                            | Inmitten der Siedlung Burg errichtet 1966 bis 1968 unter Verwendung der Bartning-Notkirche von 1949 vom ehemaligen Standort Matthäuskirche Hannover-List. Kirchenschiff in Mischbauweise, teils mit Eternitschieferbehang und hohem Satteldach. Komplette Ausstattung von 1968 mit Ergänzungen aus den 1970er bis 1980er Jahren erhalten. | 42091563 |      |
| Harzburger Platz 13 52° 24′ 13″ N, 9° 41′ 29″ O | Freifläche an Zachäuskirche              | Direkt zur Kirche und zum Kirchturm zugehörige Freifläche bestehend aus Kirchvorplatz, Gehweg und Grünfläche. | 45241635 | BW   |

## Herrenhausen
| Lage                                                                                             | Bezeichnung | Beschreibung | ID       | Bild           |
| ------------------------------------------------------------------------------------------------ | --- | --- | -------- | -------------- |
| 52° 23′ 31″ N, 9° 42′ 1″ O                                                                       | Berggarten: Gartenanlage, schmiedeeiserne Einfriedung an der Südseite, Mausoleum mit Allee, Bibliothekspavillon | Als Ensemble. |          |                |
| 52° 23′ 10″ N, 9° 41′ 45″ O                                                                      | Großer Garten mit Herrenhäuser Allee                                                                            | Im Ensemble mit Alte Herrenhäuser Straße 6, 6a, 6b, 6c (Pagenhäuser), 7, 7a, 7b (Meierei), 8 (Fachwerkwohnhaus), 10 (Hardenbergsches Haus), 14/16 (Fürstenhaus), Herrenhäuser Straße 3 (Orangerie), 3a (Galerie), Am Großen Garten/In der Steintormasch (Friederikenbrücke über die Graft). |          |                |
| Alte Herrenhäuser Straße 6, 6a, 6b, 6c, 7, 7a, 7b, 8, 10, 14/16 52° 23′ 31″ N, 9° 41′ 42″ O      | Pagenhäuser, Meierei, Fachwerkwohnhaus, Hardenbergsches Haus, Fürstenhaus                                       | Im Ensemble mit Großer Garten mit Herrenhäuser Allee, Herrenhäuser Straße 3 (Orangerie), 3a (Galerie), Am Großen Garten/In der Steintormasch (Friederikenbrücke über die Graft). |          |                |
| Herrenhäuser Straße 3a 52° 23′ 27″ N, 9° 42′ 0″ O                                                | Galerie | Im Ensemble mit Großer Garten mit Herrenhäuser Allee, Alte Herrenhäuser Straße 6, 6a, 6b, 6c (Pagenhäuser), 7, 7a, 7b (Meierei), 8 (Fachwerkwohnhaus), 10 (Hardenbergsches Haus), 14/16 (Fürstenhaus), Am Großen Garten/In der Steintormasch (Friederikenbrücke über die Graft).            |          |                |
| Herrenhäuser Straße 3 52° 23′ 29″ N, 9° 42′ 0″ O                                                 | Orangerie | Im Ensemble mit Großer Garten mit Herrenhäuser Allee, Alte Herrenhäuser Straße 6, 6a, 6b, 6c (Pagenhäuser), 7, 7a, 7b (Meierei), 8 (Fachwerkwohnhaus), 10 (Hardenbergsches Haus), 14/16 (Fürstenhaus), Am Großen Garten/In der Steintormasch (Friederikenbrücke über die Graft).            |          |                |
| Am Großen Garten/In der Steintormasch 52° 23′ 12″ N, 9° 41′ 59″ O                                | Friederikenbrücke über die Graft                                                                                | Friederikenbrücke über die Graft im Ensemble mit Großer Garten mit Herrenhäuser Allee, Alte Herrenhäuser Straße 6, 6a, 6b, 6c (Pagenhäuser), 7, 7a, 7b (Meierei), 8 (Fachwerkwohnhaus), 10 (Hardenbergsches Haus), 14/16 (Fürstenhaus), Herrenhäuser Straße 3 (Orangerie), 3a (Galerie).    |          |                |
| Burgweg 11 52° 23′ 43″ N, 9° 42′ 6″ O                                                            | Villa Maatsch                                                                                                   | 1997 hauptsächlich aufgrund historischer Bedeutung unter Denkmalschutz gestellt |          |                |
| Herrenhäuser Straße 52° 23′ 28″ N, 9° 41′ 55″ O                                                  | Glasfoyer im Großen Garten                                                                                      | Erbaut nach Plänen von Arne Jacobsen. |          |                |
| Böttcherstraße 4, 5, 6, 7, 8, 9, 10, 11 52° 23′ 36″ N, 9° 41′ 24″ O                              | Herrenhäuser Kirche und umgebende Wohnbauten                                                                    | Im Ensemble mit Hegebläch 19 und 20 und Löpentinstraße 1. Die Herrenhäuser Kirche wurde 1903–1906 nach Plänen von Rudolph Eberhard Hillebrand erbaut. |          |                |
| Hegebläch 19 und 20 52° 23′ 38″ N, 9° 41′ 23″ O                                                  | Herrenhäuser Kirche und umgebende Wohnbauten                                                                    | Im Ensemble mit Böttcherstraße 4, 5, 6, 7, 8, 9, 10, 11 und Löpentinstraße 1. |          |                |
| Löpentinstraße 1 52° 23′ 35″ N, 9° 41′ 23″ O                                                     | Herrenhäuser Kirche und umgebende Wohnbauten                                                                    | Im Ensemble mit Böttcherstraße 4, 5, 6, 7, 8, 9, 10, 11 und Hegebläch 19 und 20. |          |                |
| Herrenhäuser Straße 75, 75a, 75b 52° 23′ 36″ N, 9° 41′ 3″ O                                      | Alter Dorfbereich                                                                                               | Im Ensemble. |          |                |
| Herrenhäuser Straße 88 und 90 52° 23′ 40″ N, 9° 40′ 56″ O                                        | | Im Ensemble mit Malortiestraße 1, 2, 3, 4, 5, 6, 7, 8, 9, 10, 11, 12, 14, 16, 18, 20 und Westerfeldstraße 10. |          |                |
| Malortiestraße 1, 2, 3, 4, 5, 6, 7, 8, 9, 10, 11, 12, 14, 16, 18, 20 52° 23′ 41″ N, 9° 40′ 57″ O | | Im Ensemble mit Herrenhäuser Straße 88 und 90 und Westerfeldstraße 10. |          |                |
| Westerfeldstraße 10 52° 23′ 41″ N, 9° 40′ 55″ O                                                  | | Im Ensemble mit Herrenhäuser Straße 88 und 90 und Malortiestraße 1, 2, 3, 4, 5, 6, 7, 8, 9, 10, 11, 12, 14, 16, 18, 20. |          |                |
| Kiepertstraße 52° 23′ 33″ N, 9° 41′ 0″ O                                                         | Herrenhäuser Friedhof                                                                                           | Als Ensemble. |          |                |
| 52° 22′ 54″ N, 9° 41′ 31″ O                                                                      | Wasserkunst mit Schleuse, Ernst-August-Kanal, Brücke und Wehr über die Leine                                    | Als Ensemble. Die Schleuse wurde für die Expo 2000 denkmalgerecht instand gesetzt. |          | Weitere Bilder |
| Westerfeldstraße 2, 3, 4, 5, 6, 7, 8, 9 52° 23′ 42″ N, 9° 40′ 52″ O                              | | Als Ensemble. |          |                |
| Herrenhäuser Straße 126/Stöckener Straße 52° 23′ 47″ N, 9° 40′ 38″ O                             | Bahnhof Leinhausen mit Brücke und Teil des Bahndamms                                                            | Errichtet 1908 nach Plänen von Gustav Bär. |          |                |
| Morgensternweg, Ringelnatzweg, Alte Herrenhäuser Straße 52° 23′ 29″ N, 9° 41′ 27″ O              | Architektenviertel                                                                                              | 1958 bis 1961: Ensemble von 50 Bungalows verschiedener Architekten |          | Weitere Bilder |
| Schaumburgstraße 28 52° 23′ 39″ N, 9° 41′ 35″ O                                                  | Mietwohnhaus | [ 1 ] |          |                |
| Schaumburgstraße 52° 23′ 52″ N, 9° 41′ 33″ O                                                     | Eisenbahnbrücke                                                                                                 | Viergleisige Brücke(n) der Strecke Hannover-Nordstadt–Wunstorf über die Schaumburgstraße. |          | BW             |
| Schaumburgstraße 52° 23′ 53″ N, 9° 41′ 34″ O                                                     | Eisenbahnbrücke                                                                                                 | Zweigleisige Stahlfachwerkbrücke der Strecke Hannover-Hainholz–Wunstorf über Strecke Hannover-Nordstadt–Langenhagen und anschließende Brücke über die Schaumburgstraße. | 31262758 | Weitere Bilder |
| Leinhäuser Weg 46 52° 23′ 54″ N, 9° 41′ 31″ O                                                    | Stellwerk „Hlf“                                                                                                 | Stellwerk | 31263035 | Weitere Bilder |
| Wendlandstraße 4 52° 23′ 41″ N, 9° 41′ 30″ O                                                     | Schule | [ 1 ] |          |                |

## Ledeburg
| Lage | Bezeichnung            | Beschreibung                                         | ID | Bild |
| --- | ---------------------- | ---------------------------------------------------- | -- | ---- |
| Baldeniusstraße 22 und 24 52° 24′ 50″ N, 9° 40′ 27″ O                                                                                        |                        | Im Ensemble mit Buschriede.                          |    | BW   |
| Buschriede 25, 26, 27, 28, 29, 30, 31, 32, 33, 34, 35, 6, 37, 38, 39, 40, 41, 42, 43, 44, 45, 46, 47, 48, 49, 50 52° 24′ 53″ N, 9° 40′ 25″ O |                        | Im Ensemble mit Baldeniusstraße 22 und 24.           |    | BW   |
| Eilersweg 1 52° 24′ 22″ N, 9° 40′ 52″ O | Fachwerkhaus Entenfang | 1687 als Jagdschloss erbaut, heute ein Waldgasthaus. |    |      |

## Leinhausen
| Lage                                                                             | Bezeichnung                  | Beschreibung                                     | ID | Bild |
| -------------------------------------------------------------------------------- | ---------------------------- | ------------------------------------------------ | -- | ---- |
| Einbecker Straße/Leinhäuser Weg 52° 24′ 5″ N, 9° 40′ 38″ O                       | Ausbesserungswerk Leinhausen | Einige Werksgebäude sind als Denkmale geschützt. |    |      |
| Bremer Straße/Osnabrücker Straße am Ausbesserungswerk 52° 24′ 3″ N, 9° 40′ 35″ O | Kriegerdenkmal               | [ 1 ]                                            |    |      |
| Stöckener Straße 43 52° 23′ 57″ N, 9° 40′ 15″ O                                  | Ausflugsgaststätte           | [ 1 ]                                            |    |      |

## Marienwerder
| Lage                                    | Bezeichnung                                                                   | Beschreibung | ID | Bild |
| --------------------------------------- | ----------------------------------------------------------------------------- | ------------ | -- | ---- |
| Quantelholz 52° 24′ 22″ N, 9° 37′ 41″ O | Kloster Marienwerder (Kirche, Konventsgebäude, Klostergarten, Kastanienallee) | Im Ensemble. |    |      |
| Quantelholz 52° 24′ 26″ N, 9° 37′ 51″ O | Hinüberscher Garten mit Ruine und Pächterhaus, Denkmal                        | Im Ensemble. |    |      |
| Glockenberg 52° 24′ 36″ N, 9° 37′ 32″ O | Denkmal (Obelisk)                                                             | [ 1 ]        |    |      |

## Nordhafen
| Lage                                                     | Bezeichnung | Beschreibung  | ID | Bild |
| -------------------------------------------------------- | ----------- | ------------- | -- | ---- |
| Schulenburger Landstraße 335 52° 25′ 44″ N, 9° 40′ 59″ O |             | Als Ensemble. |    |      |

## Stöcken
| Lage                                                                             | Bezeichnung                                                                                          | Beschreibung                                                                                  | ID | Bild |
| -------------------------------------------------------------------------------- | --- | --------------------------------------------------------------------------------------------- | -- | ---- |
| Gemeindeholzstraße 3 und 12 52° 24′ 55″ N, 9° 39′ 11″ O                          | Wohn- und Wirtschaftsgebäude bzw. Hofanlage                                                          | Als Ensemble.                                                                                 |    |      |
| Am Leineufer 70 52° 25′ 28″ N, 9° 37′ 49″ O                                      | Ehemaliges Krankenhaus Heidehaus                                                                     | Als Gesamtensemble.                                                                           |    | BW   |
| Jädekamp 5 und 5a 52° 24′ 51″ N, 9° 38′ 46″ O                                    | Hofanlage (5) und Altenteilerhaus (5a)                                                               | Als Gesamtensemble.                                                                           |    |      |
| Jädekamp 13 52° 24′ 53″ N, 9° 38′ 44″ O                                          | Hofanlage                                                                                            | Als Gesamtensemble.                                                                           |    |      |
| Stöckener Straße 66/68 52° 24′ 20″ N, 9° 40′ 4″ O                                | Stadtfriedhof Stöcken: Eingangsbauten, Kapelle, Leichenhalle, Grabmäler, Pferdetränke, Bödeker-Engel | Als Gesamtensemble.                                                                           |    |      |
| Am Stöckener Bach 17 52° 24′ 50″ N, 9° 39′ 23″ O                                 | Kriegerdenkmal                                                                                       | [ 1 ]                                                                                         |    |      |
| Alte Stöckener Straße 59, ehem. Stöckener Straße 235 52° 24′ 45″ N, 9° 39′ 10″ O | Wohn- und Wirtschaftsgebäude                                                                         | [ 1 ]                                                                                         |    |      |
| Stöckener Straße/Mecklenheidestraße 52° 24′ 49″ N, 9° 38′ 59″ O                  | Turnhalle                                                                                            | [ 1 ]                                                                                         |    |      |
| Weizenfeldstraße 69 52° 24′ 43″ N, 9° 39′ 14″ O                                  | Wohn- und Wirtschaftsgebäude                                                                         | Das Baudenkmal wurde abgerissen, heute (Stand: 2018) ist hier das Gelände eines Autohändlers. |    |      |
| Moorhoffstraße 28 52° 24′ 29″ N, 9° 39′ 41″ O                                    | Corvinuskirche                                                                                       | Erbaut nach Plänen von Roderich Schröder. 2021 abgerissen.                                    |    |      |